# Faïencerie d'Art de Malicorne
La Faïencerie d’Art de Malicorne (FAM) est une des nombreuses faïenceries présente à Malicorne-sur-Sarthe, dans la Sarthe, en région Pays de la Loire. Elle fut fondée en 1923 et a la particularité de produire de la faïence ajourée, spécialité de Malicorne. 
En 2006, l’entreprise Faïencerie d’Art de Malicorne fut labellisée « Entreprise du patrimoine vivant ». Elle apparait également dans l’Annuaire Officiel des Métiers d’Art de France et dans l’Inventaire du patrimoine culturel immatériel en France. 

## Historique
La Sarthe a la particularité d’être un département dont le sol est très riche en argile, notamment au nord (Bonnétable et Prévelles), et au sud du territoire, au niveau de Malicorne-sur-Sarthe. Depuis l’époque gallo-romaine, cette terre est exploitée aux alentours de la commune. Mais ce n’est qu’en 1747 que la première faïencerie ouvre à Malicorne ; « Le Plat d’Etain », faïencerie de Jean Loiseau, prend rapidement de l’importance, si bien qu’à la fin du XVIIIe siècle, l’entreprise compte déjà une quinzaine d’employés. Suivant son exemple, plusieurs faïenceries s’ouvrent, si bien que Malicorne devient au milieu du XVIIIe siècle un petit centre français de la faïence. 
En 1923, c’est au tour d’Emile Tessier d’ouvrir sa faïencerie, la Faïencerie d’Art de Malicorne. Elle est à l’origine créée pour des reproductions et la production de souvenirs. Au fil du temps, il diversifie tout de même sa production en inventant ce qui deviendra la spécialité de Malicorne, la faïence ajourée. L’entreprise connait alors un grand succès tout au long du XXe siècle et reste dans la famille jusqu’en 1984, date à laquelle elle est rachetée par Victor Deschang. 

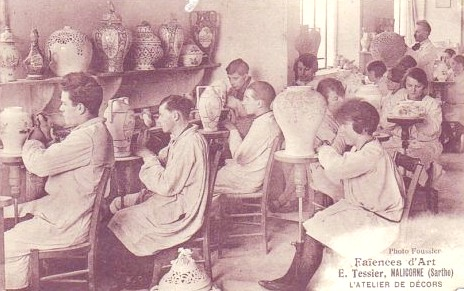
Atelier d'Emile Tessier (FAM)

Ce dernier décida de garder la production traditionnelle mais élargit également la gamme vers une production plus artistique et contemporaine, en conservant la particularité de la faïence ajourée. Il s’attacha aussi à conserver le patrimoine de la faïencerie en rénovant les bâtiments et le matériel d’origine afin de garder les mêmes techniques de productions qu’au XVIIIe siècle. En effet, bien que l’entreprise fût fondée au XIXe siècle, ses installations suivent le modèle des vieilles faïenceries du siècle précédent. Ainsi aujourd’hui, c’est l’une des dernières faïenceries de France à posséder toutes les structures d’époque et donc à produire selon ces méthodes originelles. Elle possède également ses propres carrières d’argile. Victor Deschang et son fils, aujourd’hui à la tête de la faïencerie, s’attachent depuis lors à moderniser les collections tout en restant dans l’esprit de Malicorne.

## Fabrication de la faïence
La fabrication de la faïence à la Faïencerie d’Art de Malicorne est identique à la méthode du XVIIIe siècle. La seule technique plus récente date du XIXe siècle, c’est l’ajourage. 
La fabrication se déroule en plusieurs étapes clés.
- La fabrication de la terre : une fois extrait, l’argile est impur et doit être préparé. Pour cela, il est d’abord mélangé avec de l’eau puis plongé dans un bac d’eau pendant une semaine. Puis la matière est passée au malaxeur pour être broyée et liquéfiée après un autre ajout d’eau. Elle est ensuite tamisée et laissée au repos pour que l’excédant d’eau s’écoule. Au bout d’une semaine, la pâte, toujours liquide, est versée dans des moules en plâtre qui vont finir d’absorber l’humidité. Après deux à quatre jours, la pâte devient assez dure et des petits « pains d’argiles » sont formés et stockés dans des caves pour deux à trois ans, le temps que les matières organiques présentes dans la terre se détruisent.

- La fabrication de l’émail : l’émail doit recouvrir la terre et permettre de l’imperméabiliser et de décorer la pièce. L’émail est constitué de calcine, mélange d’oxyde de plomb et d’étain, à laquelle on ajoute du sable de Nevers, du sable, du borax et des fondants qui serviront à faire rentrer le mélange en fusion. Une fois parvenue à cet état, la pâte est versée dans de l’eau afin d’obtenir des blocs solides d’émail. Ces blocs sont ensuite réduits en poudre dans un cylindre contenant des galets (ou aujourd’hui des billes en céramiques moins bruyantes et plus efficaces). La poudre obtenue sera mélangée à de l’eau et donnera naissance à un « bain d’émail ».

- La fabrication des formes : il y a deux méthodes différentes selon la forme voulue.
  - le tournage : la pièce tourne sur un socle. Cette méthode donne donc des formes rondes et lisses. Le tourneur donne une courbe régulière à l’objet.
  - le calibrage : la terre est placée dans des moules, qui peuvent ne représenter qu’une partie de l’objet. Des calibreuses permettent de calculer l’épaisseur de la terre et de l’unifier dans tous les moules composant une pièce. Le calibrage permet de composer des pièces rondes mais avec des reliefs légers.
  - l’estampage : grâce à cette méthode, on peut obtenir toutes les formes non arrondies. La terre est placée à la main dans des moules, qui seront ensuite assemblés pour former la pièce entière définitive.

- La cuisson : les pièces obtenues sont d’abord laissées au repos en cave, puis au bout de quelques jours, elles peuvent, suivant les modèles, être ajourées. Puis elles sont cuites au four à 1050 degrés, avant d’être plongées dans le « bain d’émail » et recouverte de cette protection. La cuisson de l’émail se fait en deux étapes, d’abord à 950 degrés, puis à 920 degrés. Entre les deux dernières cuissons, la pièce est décorée. La deuxième cuisson permet de fixer les décors.